# أولاد عليوة (أولاد الكورة)
أولاد عليوة هو دُوَّار يقع بجماعة سيدي بوموسى، إقليم تارودانت، جهة سوس ماسة في المملكة المغربية. ينتمي الدوّار لمشيخة أولاد الكورة التي تضم 14 دوار. يقدر عدد سكانه بـ 698 نسمة حسب الإحصاء الرسمي للسكان والسكنى لسنة 2004.

## روابط خارجية
- البوابة الوطنية للجماعات الترابية
- المندوبية السامية للتخطيط